# Ingmar Bergman
Ernst Ingmar Bergman (ur. 14 lipca 1918 w Uppsali, zm. 30 lipca 2007 na wyspie Fårö) – szwedzki reżyser filmowy i teatralny, scenarzysta oraz producent filmowy. Uważany za jednego z najbardziej wpływowych twórców w historii kina.

## Życiorys

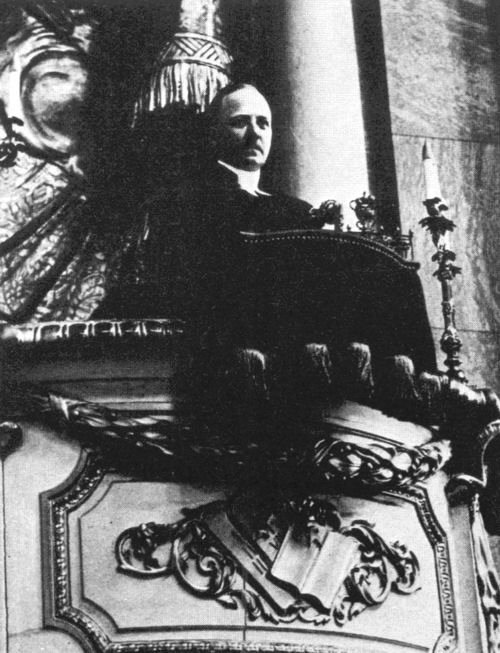
Ojciec Ingmara Bergmana, Erik (1886–1970)

Studiował literaturę i historię sztuki na uniwersytecie w Sztokholmie. Swoją karierę rozpoczął jako reżyser teatralny. W latach 1944–1946 był dyrektorem Teatru w Helsingborgu, 1946–1949 Teatru w Göteborgu, 1952-1958 Teatru w Malmö, 1963–1966 Królewskiego Teatru Dramatycznego w Sztokholmie. Zadebiutował w filmie w latach 40., najpierw jako scenarzysta, potem jako reżyser. W latach 50. zaczął realizować filmy według własnych scenariuszy. Początkowo był bardzo ograniczany przez producentów; jego styl i zainteresowania dopiero się krystalizowały. Pod koniec lat czterdziestych przyjął praktykę przygotowywania przedstawień teatralnych w sezonie zimowym, a kręcenia filmów w letnim, stąd zapewne częsty motyw krótkiego, północnego lata w jego filmach, np. Letni sen, Wakacje z Moniką, Uśmiech nocy, Milczenie. W okresie dyrekcji w Malmö uformowała się grupa aktorów, w skład której wchodzili: Max von Sydow, Gunnar Björnstrand, Bibi Andersson, Harriet Andersson, Ingrid Thulin, a z którymi współpracował zarówno w teatrze, jak i na planie filmowym.
W jego twórczości scenicznej wyodrębnić można kilka kręgów tematycznych i związanych z nimi preferencji repertuarowych, a więc autorów i sztuki, do których powracał po wielokroć. Szczególnie chętnie inscenizował dramaty Henryka Ibsena: Peer Gynt, a zwłaszcza te, poświęcone problematyce kobiecej psychologii: Nora, Hedda Gabler. Od Augusta Strindberga przejął sadomasochistyczne piętno relacji pomiędzy kobietami i mężczyznami: Panna Julia, Sonata widm, Gra snów, obecne także w inscenizacjach dramatów Tennessee Williamsa Tramwaj zwany pożądaniem, Edwarda Albee’ego Kto się boi Virginii Woolf?, Georga Büchnera Woyzeck, Yukio Mishimy Madame de Sade. Osobny krąg tematyczny stanowią inscenizacje szekspirowskie: m.in. Król Lear, Wieczór Trzech Króli – ten ostatni spektakl, Królewskiego Teatru Dramatycznego w Sztokholmie, z Bibi Andersson w roli Violi, pokazano w Warszawie w czerwcu 1975. Motywy przemocy i okrucieństwa wojny obecne były zarówno w inscenizacjach Makbeta oraz Kaliguli Alberta Camusa, jak i niektórych filmach np. Hańba. W Królewskim Teatrze Dramatycznym wyreżyserował również Iwonę, księżniczkę Burgunda Witolda Gombrowicza z Erlandem Josephsonem w roli Króla, pokazaną w Krakowie w październiku 1996 roku. Reżyserował również w teatrze muzycznym: od Wesołej wdówki Franza Lehára po Żywot rozpustnika Igora Strawińskiego, a w filmie zaadaptował Czarodziejski flet Wolfganga Amadeusa Mozarta w formie osiemnastowiecznego przedstawienia w dworskim teatrze w Drottningholmie. Jego reżyseria teatralna odznaczała się przywiązywaniem szczególnej wagi do pracy z aktorem oraz dbałością o dopracowanie scenicznych detali.
Sukcesy filmów Uśmiech nocy, Siódma pieczęć i Tam, gdzie rosną poziomki na festiwalach filmowych w Cannes i w Berlinie w latach 1956 i 1957 poprawiły jego pozycję i pozwoliły na twórczą swobodę. Zrealizował ponad 40 filmów, 140 przedstawień teatralnych, kilkanaście spektakli telewizyjnych; napisał kilkanaście scenariuszy dla innych reżyserów. Jest czołowym przedstawicielem tzw. kina autorskiego.
Z okazji 50-lecia Festiwalu w Cannes ówczesny dyrektor tegoż festiwalu Gilles Jacob poprosił wszystkich żyjących laureatów Złotej Palmy o wybranie laureata Palmy Palm, największego ich zdaniem żyjącego filmowca. Wybór padł na Bergmana.

## Charakterystyka twórczości

### Psychologia i biologia
Większość jego filmów to pesymistyczne dramaty psychologiczne, za pomocą których ukazał nieograniczone psychologiczne możliwości kina jako medium. Jego filmy są zarazem bardzo osobiste i bardzo uniwersalne; zawierają spójną wizję człowieka i świata. Przez całą twórczość Bergmana przewijają się pewne stałe motywy: samotność, trudności w kontakcie z drugim człowiekiem, upokorzenie, człowiek wobec śmierci i cierpienia. Cechuje Bergmana niezwykła dosadność, a nawet okrucieństwo w przeprowadzaniu psychicznej wiwisekcji, operowaniu bezlitosnym, biologicznym konkretem, zwłaszcza w przedstawianiu seksualności i śmierci.

### Kwestia istnienia Boga
Kwestia istnienia Boga jest jednym z najważniejszych problemów w twórczości Bergmana, który był synem luterańskiego pastora. W początkowej fazie zadaje on rozpaczliwie pytanie o jego istnienie. Szczytowym tego przykładem jest Siódma pieczęć, w której rycerz Antonius Block gra w szachy ze Śmiercią. Tytuł filmu pochodzi z wersetu Apokalipsy św. Jana. Reżyser nawiązuje do wydarzeń z XIV, kiedy to w Europie szalała dżuma. Bergman pokazuje, śmierć w sposób symboliczny, objawia się siedem razy tak w Apokalipsie. Usiłuje się od niej dowiedzieć, co jest po drugiej stronie. Ale nawet Śmierć tego nie wie.
Przełomowy okres w twórczości Bergmana następuje w latach 60.; jego wyrazem jest np. Milczenie. Okres ten to czas rozpaczliwego krzyku wobec konstatacji, że Boga jednak nie ma. Dowodem na nieistnienie Boga jest dla Bergmana kształt świata, składającego się niemal wyłącznie z cierpienia. Hipoteza, że taki świat stworzył Bóg, jest dla Bergmana niedopuszczalna, niemoralna.
W dalszej części twórczości Bergman przechodzi nad tym do porządku dziennego, zajmuje się już relacjami między ludźmi, skoro badanie relacji między człowiekiem a Bogiem jest bezpodstawne wobec nieistnienia Boga. Ten Bóg odbija się wciąż jednak echem, jako swego rodzaju kategoria kulturowa i psychiczna, ale już nikt w Niego w filmach Bergmana nie wierzy. Nawet pastor w filmie Szepty i krzyki mówi, modląc się, że Niebo jest puste i okrutne. A pastor w Gościach Wieczerzy Pańskiej odprawia wprawdzie nabożeństwo w kościele, ale sam już w Boga nie wierzy; kościół jest pusty, pastora słucha tylko jedna kobieta i na dodatek tylko dlatego, że jest w nim zakochana.
Pomimo całego pesymizmu twórczości Bergmana jest w niej coś bardzo konstruktywnego: konstatacja, że Boga nie ma, nie oznacza, że życie jest bez sensu ani że nie istnieje inne sacrum. Sacrum tkwi dla Bergmana w drugim człowieku.

## Poglądy
Ingmar Bergman w młodości fascynował się ruchem nazistowskim i Adolfem Hitlerem. Uznawał go za „pełnego charyzmy”, który „elektryzował tłum”. Dla młodego Bergmana zagrożeniem był wówczas bolszewizm, nie nazizm. Opinię o nazizmie Bergman zmienił dopiero, gdy dowiedział się o zbrodniach popełnianych w nazistowskich obozach koncentracyjnych.  Aktor Stellan Skarsgård wspominał Bergmana jako jedyną znaną mu osobę, która „płakała na wieść o śmierci Hitlera”. Bergman prowokacyjnie opowiadał o sobie w wywiadzie z 1956 roku: „Zawsze byłem burżuazyjny, konserwatywny, reakcyjny – jak zwał, tak zwał”. Mimo to od połowy lat 60. wspierał Szwedzką Socjaldemokratyczną Partię Robotniczą w podzięce za obfite wsparcie państwowe dla jego projektów. Gdy w 1976 władze jednak aresztowały go za unikanie płacenia podatków (cofnęły później zarzuty wobec niego), reżyser wyemigrował do Niemiec. FIlm Fanny i Aleksander był wobec tego często interpretowany jako krytyka wobec socjalistów i pogodzenie się reżysera z własną burżuazyjną przeszłością.

## Życie prywatne
Małżonki:
- Else Fisher (od 1943 do  1947[9]);

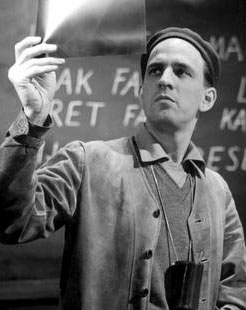
Ingmar Bergman w czasie pracy nad filmem Tam, gdzie rosną poziomki (1957)

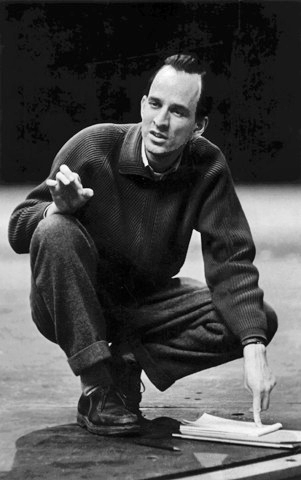
Ingmar Bergman (1958)

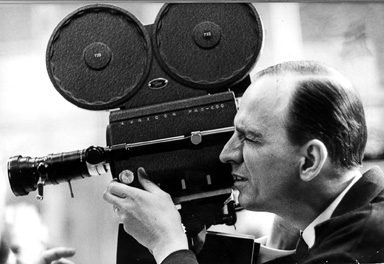
Ingmar Bergman (1965)

- Ellen Lundström (od 1947 do 1952[9]);
- Gun Grut (od 1952 do 1959[9]);
- Käbi Laretei (od 1959 do 1969[9]);
- Ingrid von Rosen(inne języki)  (od 1971 do jej śmierci w 1995[9]).

Dzieci:
- Lena (ur. 1943, z Else Fisher[9]);
- Eva (ur. 1945[9], z Ellen Lundström)
mężem Evy był szwedzki pisarz Henning Mankell;
- Jan (ur. 1946[9], z Ellen Lundström);
- bliźnięta Mats i Anna (ur. 1948[9], z Ellen Lundström);
- Lill-Ingmar (ur. 1951[9], z Gun Grut);
- Maria (ur. 1959, z Ingrid von Rosen(inne języki)[9]);
- Daniel (ur. 1962[9], z Käbi Laretei);
- Linn (ur. 1966, z Liv Ullmann[9]).

## Nagrody
- 1948 – nominacja do Złotych Lwów za film Muzyka w ciemności
- 1948 – nominacja do nagrody Złota Palma – udział w konkursie głównym za film Okręt do Indii
- 1955 – nominacja do nagrody Złota Palma – udział w konkursie głównym za film Uśmiech nocy
- 1955 – Nagroda specjalna jury Festiwalu w Cannes za film Uśmiech nocy
- 1957 – Nagroda specjalna jury Festiwalu w Cannes za film Siódma pieczęć
- 1958 – Złoty Niedźwiedź w Berlinie za film Tam, gdzie rosną poziomki
- 1958 – Złota Palma za najlepszą reżyserię na Festiwalu w Cannes za film U progu życia
- 1958 – nominacja do nagrody Złota Palma – udział w konkursie głównym za film U progu życia
- 1959 – Nagroda Specjalna Jury na 20. MFF w Wenecji za film Twarz; nominacja do Złotego Lwa
- 1960 – nominacja do Oscara w kategorii najlepszy scenariusz za film Tam, gdzie rosną poziomki
- 1961 – Oscar w kategorii najlepszy film nieanglojęzyczny za film Źródło
- 1961 – nominacja do nagrody Złota Palma – udział w konkursie głównym za film Źródło
- 1961 – Nagroda specjalna jury Festiwalu w Cannes za film Źródło
- 1962 – nominacja do Złotego Niedźwiedzia w Berlinie za film Jak w zwierciadle
- 1963 – nominacja do Oscara w kategorii najlepszy scenariusz za film Jak w zwierciadle
- 1965 – Guldbagge w kategorii najlepszy reżyser za film Milczenie
- 1971 – Nagroda im. Irvinga G. Thalberga
- 1974 – nominacja do Oscara w kategorii najlepszy film za Szepty i krzyki
- 1974 – nominacja do Oscara w kategorii najlepszy scenariusz i adaptacja za Szepty i krzyki
- 1974 – nominacja do Oscara w kategorii najlepszy reżyser za Szepty i krzyki
- 1975 – David di Donatello w kategorii najlepszy reżyser za Szepty i krzyki
- 1976 – nominacja do Césara w kategorii najlepszy film obcojęzyczny za Czarodziejski flet
- 1977 – nominacja do Oscara w kategorii najlepszy reżyser za Twarzą w twarz
- 1979 – Złoty Glob w kategorii najlepszy film obcojęzyczny za Jesienną sonatę
- 1979 – nominacja do Césara w kategorii najlepszy film obcojęzyczny za Jesienną sonatę
- 1979 – nominacja do Oscara w kategorii najlepszy scenariusz oryginalny za Jesienną sonatę
- 1983 – nagroda FIPRESCI na Festiwalu w Wenecji za Fanny i Aleksander
- 1983 – Guldbagge w kategorii najlepszy reżyser za film Fanny i Aleksander
- 1984 – nominacja do Oscara w kategorii najlepszy film obcojęzyczny za film Fanny i Aleksander
- 1984 – nominacja do Oscara w kategorii najlepszy reżyser za Fanny i Aleksander
- 1984 – nominacja do Oscara w kategorii najlepszy scenariusz oryginalny za Fanny i Aleksander
- 1984 – nominacja do nagrody BAFTA w kategorii najlepszy film obcojęzyczny za Fanny i Aleksander
- 1984 – David di Donatello w kategorii najlepszy film zagraniczny za Fanny i Aleksander
- 1984 – David di Donatello w kategorii najlepszy reżyser za Fanny i Aleksander
- 1984 – David di Donatello w kategorii najlepszy scenariusz za Fanny i Aleksander
- 1984 – Złoty Glob w kategorii najlepszy film obcojęzyczny za Fanny i Aleksander
- 1984 – nominacja do Złotego Globu w kategorii najlepszy reżyser za Fanny i Aleksander
- 1984 – César w kategorii najlepszy film zagraniczny za Fanny i Aleksander
- 1993 – Guldbagge w kategorii najlepszy scenariusz za film Dobre chęci
- 2004 – nominacja do Césara w kategorii Najlepszy film zagraniczny za film Sarabanda (2003)

## Filmografia

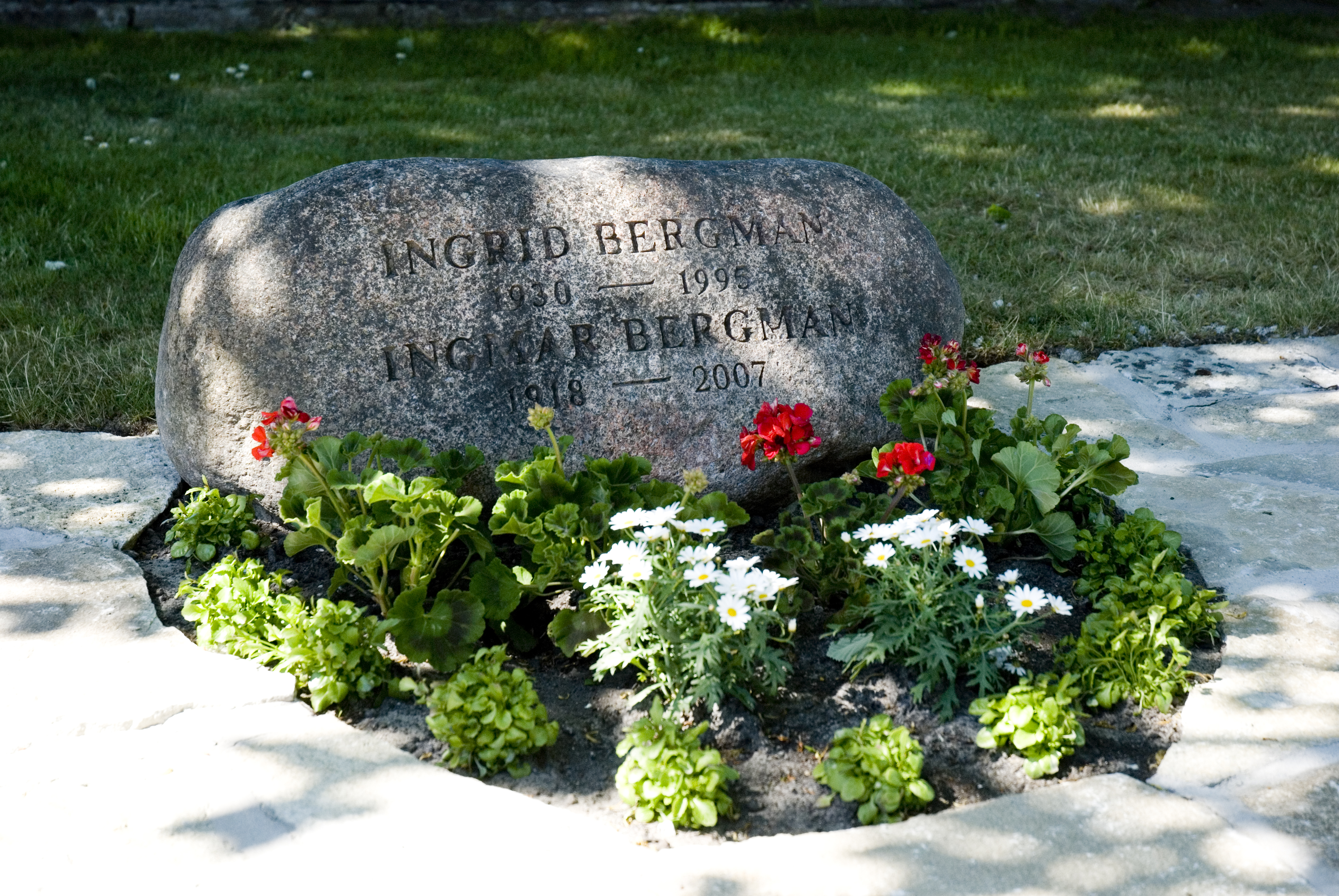
Grób Ingmara Bergmana i Ingrid von Rosen na wyspie Fårö

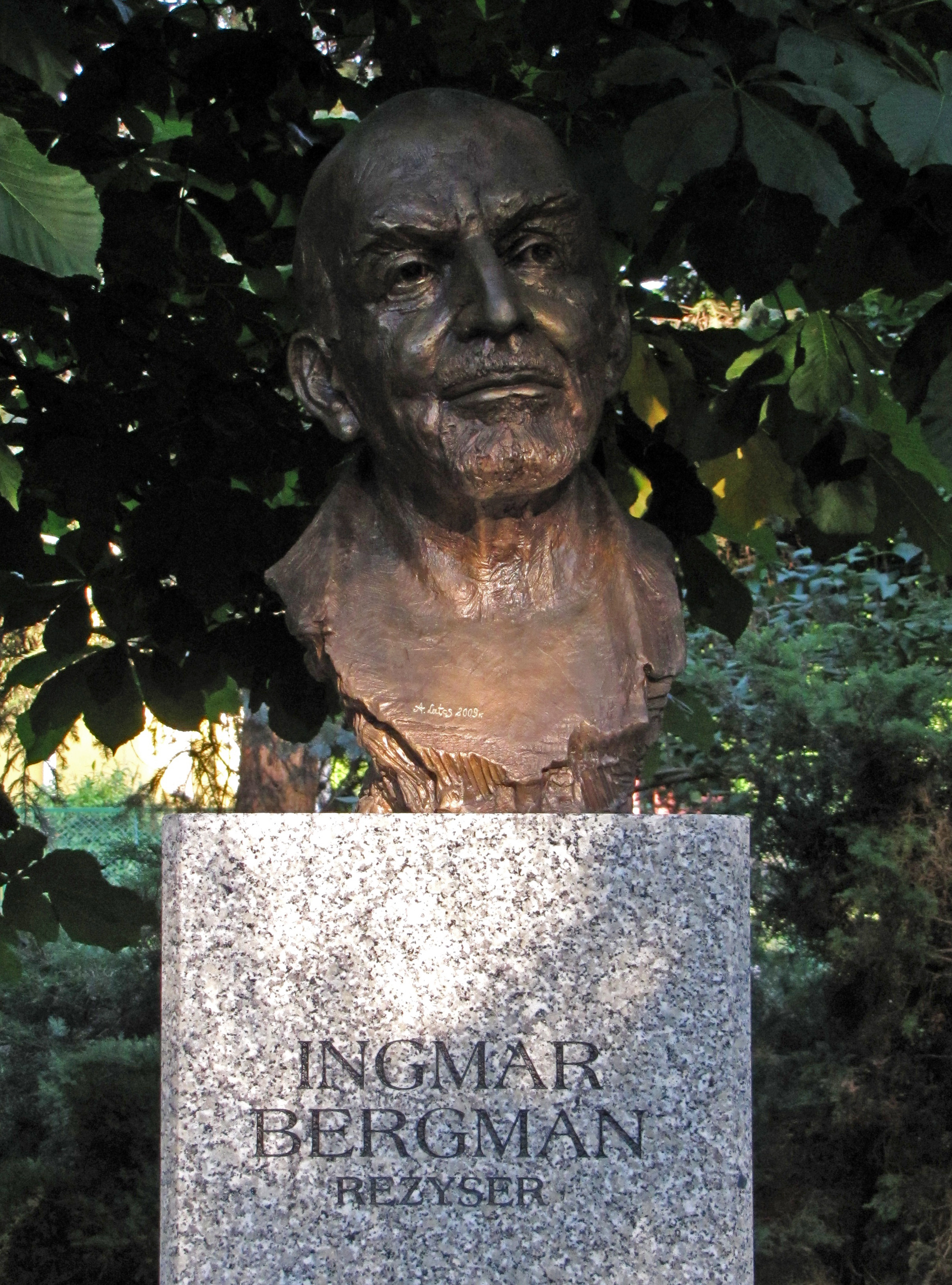
Popiersie Ingmara Bergmana w Alei Sław na Skwerze Harcerskim w Kielcach autorstwa Arkadiusza Latosa

| - - 1946 Kryzys (szw. „Kris”) - 1946 Deszcz pada na naszą miłość (Det regnar på vår kärlek) - 1947 Okręt do Indii („Skepp till Indialand”) - 1948 Muzyka w ciemności („Musik i mörker”) - 1948 Miasto portowe („Hamnstad”) - 1949 Więzienie („Fängelse”) - 1949 Pragnienie („Törst”) - 1950 Oda do radości („Till glädje”. ang. „To Joy”) - 1950 To się tu nie zdarza („Sånt händer inte här”) - 1951 Letni sen („Sommarlek”) - 1952 Kobiety czekają („Kvinnors väntan”) - 1953 Wakacje z Moniką („Sommaren med Monika”) - 1953 Wieczór kuglarzy („Gycklarnas afton”) - 1954 Lekcja miłości („En Lektion i kärlek”) - 1955 Marzenia kobiet („Kvinnodröm”) - 1955 Uśmiech nocy („Sommarnattens leende”) - 1957 Siódma pieczęć („Det Sjunde inseglet”) - 1957 Przybycie pana Sleemana („Herr Sleeman kommer”) - 1957 Tam, gdzie rosną poziomki („Smultronstället”) - 1958 Venetianskan - 1958 U progu życia („Nära livet”) - 1958 Rabies - 1958 Twarz („Ansiktet”) - 1960 Źródło („Jungfrukällan”) - 1960 Oväder - 1960 Oko diabła („Djävulens öga”) - 1961 Jak w zwierciadle („Såsom i en spegel”) - 1962 Goście Wieczerzy Pańskiej („Nattvardsgästerna”) - 1963 Drömspel, Ett - 1963 Milczenie („Tystnaden”) - 1964 O tych paniach („För att inte tala om alla dessa kvinnor”) - 1965 Don Juan - 1966 Persona - 1967 Stimulantia - 1968 Godzina wilka („Vargtimmen”) - 1968 Hańba („Skammen”) - 1969 Fårödokument 1969 - 1969 Rytuał („Riten”) - 1969 Namiętności („En Passion”) - 1971 Dotyk („Beröringen”) - 1972 Szepty i krzyki („Viskningar och rop”) - 1973 Sceny z życia małżeńskiego („Scener ur ett äktenskap”) - 1974 Misantropen - 1975 Czarodziejski flet („Trollflöjten”) - 1976 Twarzą w twarz („Ansikte mot ansikte”) - 1977 Jajo węża („The Serpent’s Egg”) - 1978 Jesienna sonata („Höstsonaten”) - 1979 Fårö-dokument 1979 - 1980 Z życia marionetek („Aus dem Leben der Marionetten”) - 1982 Fanny i Aleksander („Fanny och Alexander”) - 1983 Hustruskolan - 1984 Po próbie („Efter repetitionen”) - 1986 De Två saliga - 1986 Twarz Karin („Karins ansikte”) - 1986 Dokument Fanny och Alexander - 1992 Markisinnan de Sade - 1993 Backanterna - 1995 Ostatni („Sista skriket”) - 1997 W obecności klowna (Puszy się i miota, „Larmar och gör sig till”) - 2000 Bildmakarna - 2003 Sarabanda („Saraband”) | - - 1944 Skandal („Hets”) - 1946 Det regnar på vår kärlek - 1946 Kryzys („Kris”) - 1947 Kobieta bez twarzy („Kvinna utan ansikte”) - 1947 Okręt do Indii („Skepp till India land”) - 1948 Eva - 1948 Miasto portowe („Hamnstad”) - 1949 Więzienie („Fängelse”) - 1950 Oda do radości („Till glädje”. „To Joy”) - 1950 Kiedy miasto śpi („Medan staden sover”) - 1951 Letni sen („Sommarlek”) - 1951 Rozwódka („Frånskild”) - 1952 Kobiety czekają („Kvinnors väntan”) - 1953 Wieczór kuglarzy („Gycklarnas afton”) - 1953 Wakacje z Moniką („Sommaren med Monika”) - 1954 Lekcja miłości („En Lektion i kärlek”) - 1955 Uśmiech nocy („Sommarnattens leende”) - 1955 Marzenia kobiet („Kvinnodröm”) - 1956 Ostatnia para wychodzi („Sista paret ut”) - 1956 Siódma pieczęć („Det Sjunde inseglet”) - 1957 Nattens ljus - 1957 Tam, gdzie rosną poziomki („Smultronstället”) - 1958 Twarz („Ansiktet”) - 1958 U progu życia („Nära livet”) - 1960 Oko diabła („Djävulens öga”) - 1961 Raj („Lustgården”) - 1961 Jak w zwierciadle („Såsom i en spegel”) - 1963 Milczenie („Tystnaden”) - 1963 Trämalning - 1963 Goście Wieczerzy Pańskiej („Nattvardsgästerna”) - 1964 O tych paniach („För att inte tala om alla dessa kvinnor”) - 1966 Persona - 1967 Stimulantia - 1968 Godzina wilka („Vargtimmen”) - 1968 Hańba („Skammen”) - 1969-1967 Rytuał („Riten”) - 1969 Namiętności („En Passion”) - 1970 Reservatet - 1970 The Lie - 1971 Dotyk („Beröringen”) - 1972 Szepty i krzyki („Viskningar och rop”) - 1973 Sceny z życia małżeńskiego („Scener ur ett äktenskap”) - 1975 Czarodziejski flet („Trollflöjten”) - 1976 Twarzą w twarz („Ansikte mot ansikte”) - 1977 A Little Night Music - 1977 Jajo węża („The Serpent’s Egg”) - 1978 Jesienna sonata („Höstsonaten”) - 1980 Z życia marionetek („Aus dem Leben der Marionetten”) - 1982 Fanny i Aleksander („Fanny och Alexander”) - 1984 Po próbie („Efter repetitionen”) - 1986 Twarz Karin („Karins ansikte”) - 1986 Dokument Fanny och Alexander - 1990 A Little Night Music - 1992 Markisinnan de Sade - 1992 Niedzielne dzieci („Söndagsbarn”) - 1992 Dobre chęci („Den Goda viljan”) - 1995 Ostatni („Sista skriket”) - 1996 Intymne zwierzenia („Enskilda samtal”) - 1997 W obecności klowna („Larmar och gör sig till”) - 2000 Wiarołomni („Trolösa”) - 2003 Sarabanda („Saraband”) |

### Podmiotowa
Książki, scenariusze i opowiadania I. Bergmana opublikowane w Polsce:
- Malowidło na drzewie, „Życie Literackie” 1960 nr 39.
- Scenariusze (Wieczór kuglarzy, Siódma pieczęć, Tam, gdzie rosną poziomki, Persona, Szepty i krzyki), Warszawa 1978 (1987).
- Sceny z życia małżeńskiego, Poznań 1975.
- Jajo węża. Sonata jesienna, Warszawa 1980.
- Po próbie „Dialog” nr 6 1986.
- Fanny i Aleksander. Z życia marionetek, Warszawa 1987.
- Krótsze opowiadanie o jednym z najwcześniejszych wspomnień z dzieciństwa Kuby Rozpruwacza, „Kino” 1991 nr 5.
- Laterna magica, Warszawa 1991 (autobiografia).
- Obrazy, Warszawa 1993 (autobiografia).
- Ostatni krzyk, „Dialog” 1993 nr 12.
- Niedzielne dziecko, Warszawa 1994.
- Puszy się i miota, „Dialog” 1995 nr 4.
- Dobre chęci, Warszawa 1995.
- Ryba. Farsa filmowa, „Kwartalnik Filmowy” 1996 nr 14.
- Miłość bez kochanków, „Kwartalnik Filmowy” 2002 nr 39-40.
- Rozmowy poufne, Warszawa 1996.

### Przedmiotowa
- J. Donner, The Personal Vision of Ingmar Bergman, Bloomington 1964 (przekł. ang. ze szw.).
- „Film na Świecie” 1974 nr 5 (nr monograficzny).
- Erik Hedling, Return to the bourgeoisie: Fanny and Alexander in Swedish politics, [w:] Erik Hedling (red.), Ingmar Bergman: An enduring legacy, Lund University Press, 2021, s. 270–284, ISBN 978-91-985577-0-1.
- A. Helman, Dramaturgia Ingmara Bergmana, „Dialog” 1974 nr 6.
- M. Koskinen, Epilog – miejsca gry pamięci, „Kwartalnik Filmowy” 2002 nr 39-40.
- „Kultura Filmowa” 1969 nr 11/12 (nr monograficzny).
- T. Szczepański, Zwierciadło Bergmana, Gdańsk 1999.
- E. Wilde, Rodowód kulturowy techniki autotematycznej w filmach Ingmara Bergmana, [w:] Szkice z teorii filmu, red. A. Helman, Katowice 1978.
- Lesław Czapliński, „Motywy-klucze do twórczości Bergmana”, [w:] Ingmar Bergman, Kraków 1993.
- Lesław Czapliński, „Bergman – mistrz scenicznego szczegółu” (o twórczości scenicznej Ingmara Bergmana) + wykaz realizacji teatralnych, [w:] Ingmar Bergman, Kraków 1993.
- Stanisław Błaszczyna, „Bergman a symbole”, „KINO” 1989 nr 11. [dostęp 2101-12-15]